# Ciklámen-forrás
Foglalt forrás, kifolyója egy kőfal tövében található, a Stájerházak közvetlen szomszédságában, a Kőszegi-hegységben. Nevét a környező erdőterületeken virágzó ciklámenek után kapta.

## Adottságok
Átlagos vízhozama 8.6 liter/perc, vízgyűjtője a Stájerpatak - Hármas-patak – Vogelsangbach – Gyöngyös, hőmérséklete 10°C . A forrásmezőre telepített kis épületben található a hidrofor, ami a házak vízellátását biztosítja, kifolyója a mögötte lévő kőfal tövében található.

## Stájerházak
A forrás szomszédságában található épületek közül a két legidősebbet Kőszeg Városa építtette Mária Terézia Erdőrendtartásának kiadása után, a szakszerű erdőgazdálkodás megkezdésére behívott erdészek számára, 1770-ben.